# Saharakragentrappe

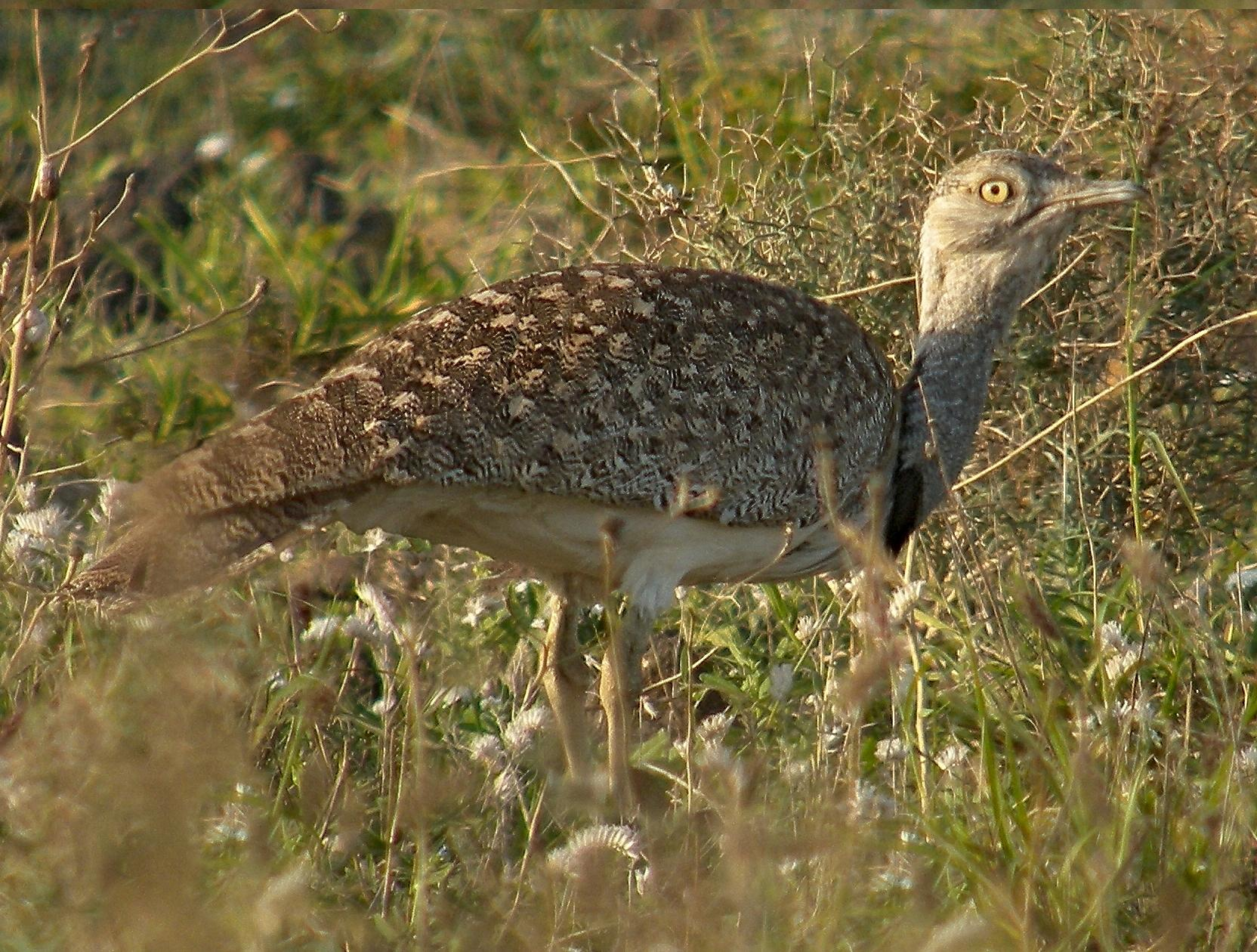
Saharakragentrappe der Unterart C. u. fuertaventurae auf Fuerteventura

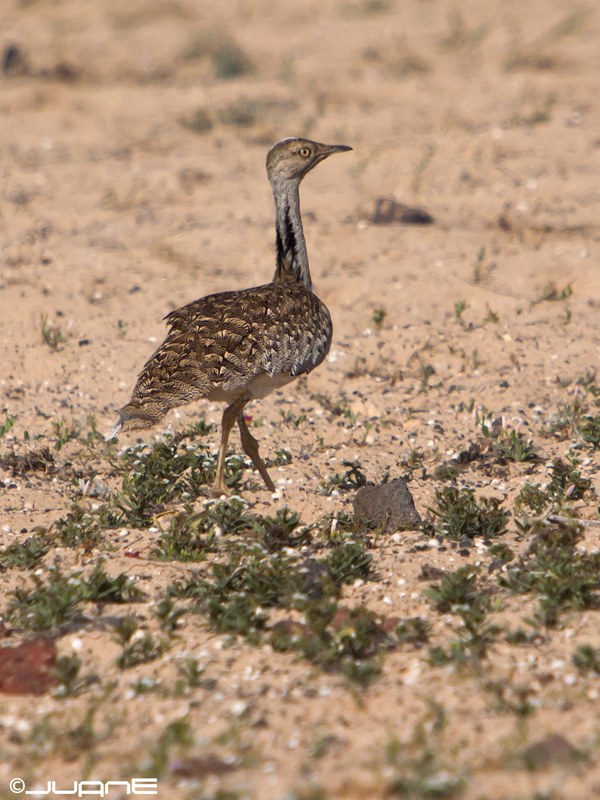
Saharakragentrappe C. u. fuertaventurae in einem für sie typischen Habitat

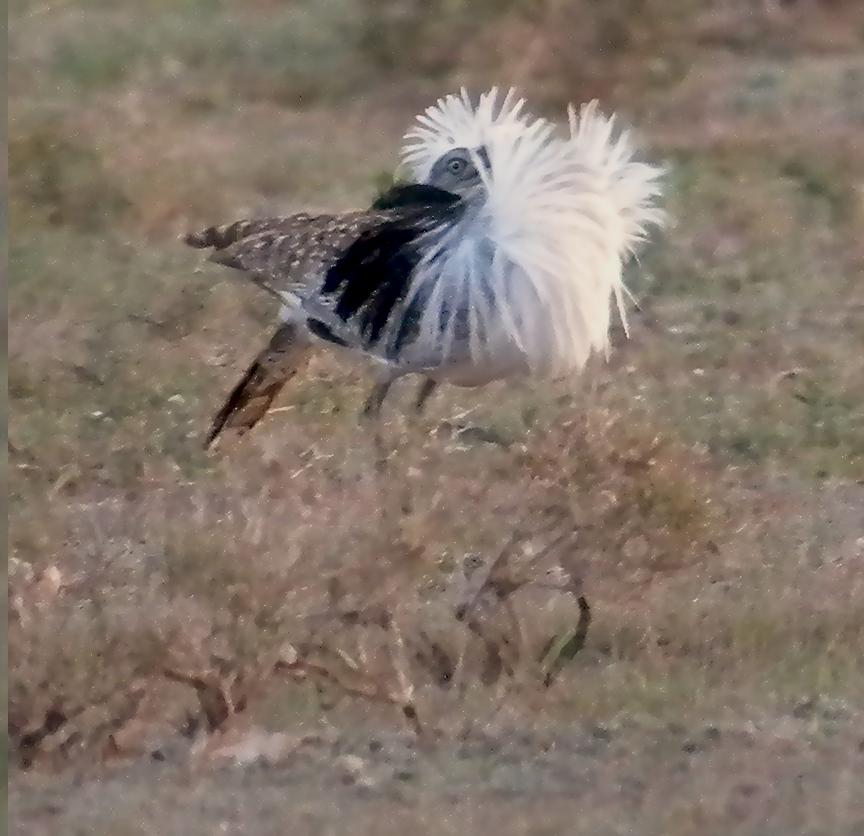
C. u. fuertaventurae bei der Balz

Die Saharakragentrappe (Chlamydotis undulata), auch Kragentrappe genannt, ist eine große Vogelart aus der Familie der Trappen (Otididae). Es werden zwei Unterarten unterschieden. Die Asiatische Kragentrappe, die lange als Unterart der Saharakragentrappe eingestuft wurde, wird als eigenständige Art geführt.
Das Verbreitungsgebiet reicht von den östlichen Kanaren bis nach Nordafrika. Auf dem europäischen Festland ist die Saharakragentrappe ein seltener Irrgast, der in Italien gelegentlich beobachtet wird. Sie ist das Natursymbol von Fuerteventura.
Die Bestandssituation der Saharakragentrappe wird wegen des starken Populationsrückgangs in den letzten Jahren als vulnerable (= gefährdet) eingestuft. Um frei lebende Bestände zu stützen, werden in breitem Rahmen Zuchtversuche unternommen mit dem Ziel, die herangezogenen Trappen auszuwildern.

## Merkmale
Die Männchen der Saharakragentrappe erreichen eine Körperlänge von 65 bis 75 Zentimeter und wiegen zwischen 1,8 und 3,2 Kilogramm. Die Weibchen bleiben mit einer Körperlänge von 55 bis 65 Zentimeter kleiner und wiegen zwischen 1,2 und 1,7 Kilogramm. Der Geschlechtsdimorphismus ist nicht stark ausgeprägt. Die kleineren Hennen sind auf der Körperoberseite lediglich etwas grauer gefärbt.
Das Gefieder der Saharakragentrappe ist oberseits sandfarben und unterseits weiß. Ein kennzeichnendes Merkmal sind die langen, schwarzweißen, vom Hals herabhängenden Federn und die schwarzweiße Federhaube am Kopf. Mit ihrem hellbraunen, gescheckten Obergefieder ist die Kragentrappe gut getarnt und vor dem Hintergrund des kargen Lebensraums kaum auszumachen.

## Verbreitung und Lebensraum

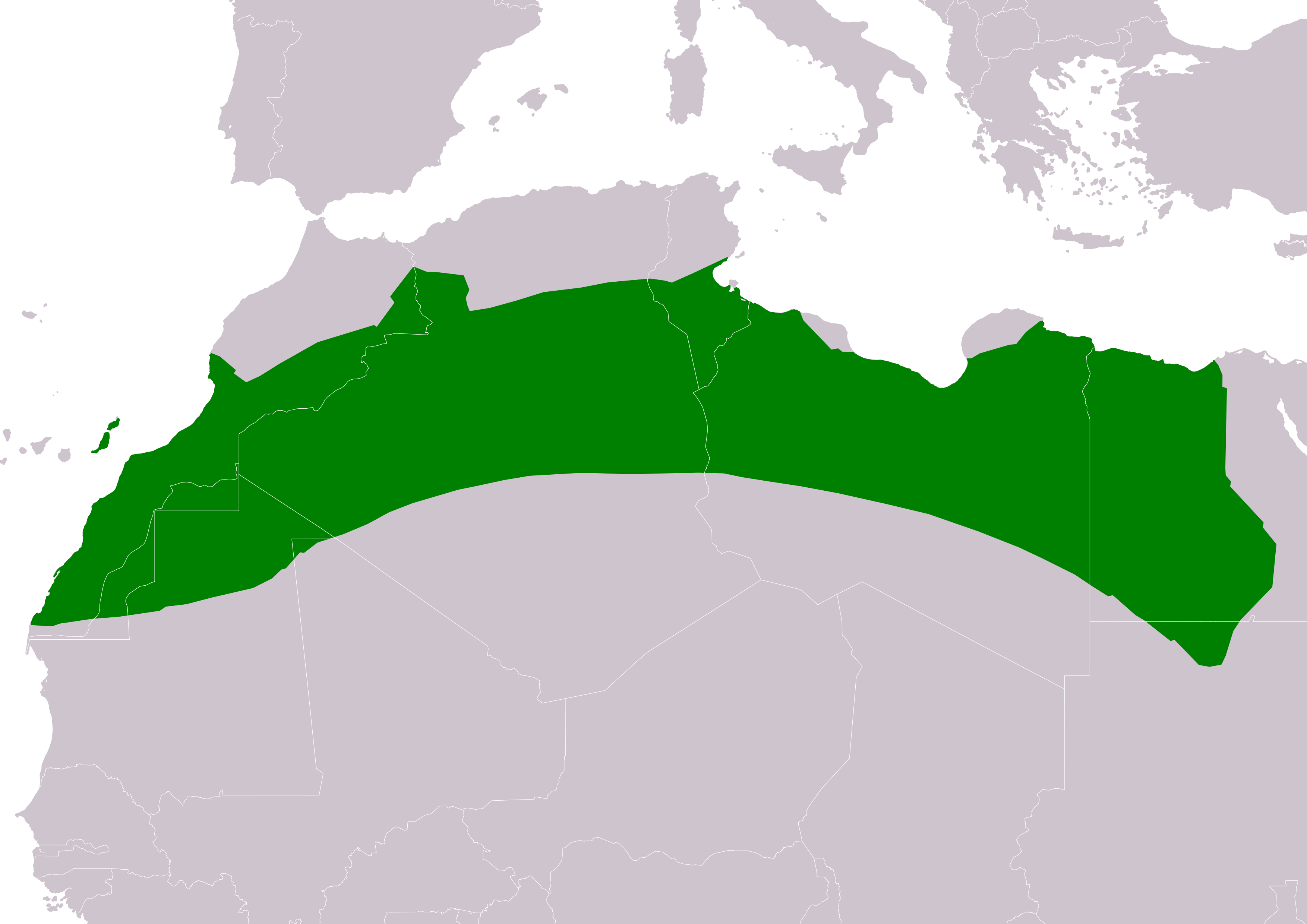
Verbreitung der Saharakragentrappe:
Ganzjähriges Vorkommen

Die Saharakragentrappe ist ein Wüstenvogel und lebt auf den Inseln Fuerteventura und Lanzarote und in Nordafrika von Mauretanien bis zum Nil in Ägypten. In älterer Literatur findet sich als Verbreitungsgebiet noch ein Gebiet von der Sinai bis nach Westpakistan und vom Kaspigebiet bis in die Mongolei. Dies bezieht sich jedoch auf die Asiatische Kragentrappe (Chlamydotis macqueenii), auch Steppenkragentrappe genannt, die Art wird als Allospezies zur Saharakragentrappe geführt. In Europa ist die Asiatische Kragentrappe zwar ein seltener Irrgast. Sie ist aber aufgrund ihres ausgeprägten Zugverhaltens häufiger als die Saharakragentrappe außerhalb ihres Verbreitungsgebietes in Westeuropa zu beobachten. Die Saharakragentrappe dagegen ist ein Strich- oder Standvogel.
Der Lebensraum der Saharakragentrappe sind Stein- und Sandsteppen, Halbwüsten und Wüsten.

## Nahrung
Die Saharakragentrappe ist ein omnivorer Vogel. Sie frisst pflanzliches Material wie  Früchte, Samen, Sprösslinge, Blätter und Blüten. Die Nahrung wird ergänzt durch Heuschrecken, Grillen und Käfer, weitere Arthropoden sowie Reptilien. Sie ist nicht darauf angewiesen zu trinken, sondern ist in der Lage, ihren Wasserbedarf aus ihrer Nahrung zu decken. Auf der Suche nach Nahrung wandern sie zu Fuß kilometerlang umher.

## Fortpflanzung
Saharakragentrappen sind gewöhnlich Einzelgänger und finden sich nur zur Balz und zur Paarung zusammen. Auslösend für das Brutverhalten sind lokale Niederschläge, denen ein entsprechendes Pflanzenwachstum folgt.
Während der Balz präsentieren die Hähne ansonsten verborgene weiße Schmuckfedern an Hals, Scheitel und Brust. Die Schmuckfedern werden wie ein Kragen aufgestellt, wobei Kopf und Hals unter den Schmuckfedern nicht mehr sichtbar sind. Der Hahn trippelt während der Balz mit tänzelnden Schritten und zieht rennend gradlinige oder kreisförmige Bahnen. Nach der Paarung leben die Vögel wieder einzelgängerisch.
Das Weibchen scharrt wie für Trappen typisch eine flache Bodenmulde, in die sie zwei bis drei Eier legt. Die Küken werden nach dem Schlupf vom weiblichen Elternvogel geführt.

## Bestand
Die Saharakragentrappe ist auf Grund von Falkenjagd stark bedroht und wurde von der IUCN als gefährdet eingestuft. Sie wird zwar traditionell seit langem bejagt und die Jagd auf die Kragentrappe ist seit jeher emotionell eng verbunden mit arabischer Identität und Lebensweise. Allerdings hat sich eine deutliche Änderung in der Form der Jagdmethode eingestellt. Früher reisten Jagdgesellschaften im Winter mit Kamelen in abgelegene Regionen und waren auf Grund der Gegebenheiten gezwungen, sich nicht zu weit von der nächsten Wasserquelle zu entfernen. Derzeit wird die Jagd häufig mit wüstentauglichen Autos vorgenommen, bei denen gelegentlich eine Versorgungskolonne mit Tanklastwagen die Wagenkolonne begleitet. Solche Jagdgesellschaften können zu einer erheblichen Reduzierung der Saharakragentrappenbestände beitragen. Ein weiterer Faktor beim Rückgang der Saharakragentrappenpopulation ist die Zerstörung ihrer Lebensräume. In Teilen ihres Verbreitungsgebietes sterben viele Vögel durch Kollisionen mit Überlandleitungen.
Zum Schutz der Saharakragentrappe gibt es in verschiedenen arabischen Ländern Privatprojekte, bei denen Saharakragentrappen in Gefangenschaft gezüchtet und wieder ausgewildert werden. Es gibt beispielsweise in Marokko eine große Zuchtstation, die jährlich Tausende von Kragentrappen auswildert. Scheich Chalifa bin Zayid Al Nahyan gründete 2006 eine internationale Stiftung zur Bewahrung der Kragentrappe, die mehrere Zuchtstationen betreibt. Die größte Zuchtstation in Abu Dhabi produzierte 2012 etwa 13.000 Saharakragentrappen.

## Unterarten
Es sind zwei Unterarten beschrieben worden, die sich in ihrer Färbung und ihrem Verbreitungsgebiet unterscheiden:
- Chlamydotis undulata undulata Jacquin, 1784
- Chlamydotis undulata fuertaventurae Rothschild &  Hartert, E, 1894

## Etymologie und Forschungsgeschichte
Nikolaus Joseph Freiherr von Jacquin beschrieb die Saharakragentrappe unter dem Namen Das Afrikanische Knarrhuhn Psophia undulata. Das Typusexemplar lebte im kaiserlich-königlichen Thiergarten zu Schönbrunn und stammte aus Tripolis. Erst später wurde sie der Gattung Chlamydotis zugeschlagen. Dieser Name stammt von den griechischen Worten »khlamys, khlamydos χλαμυς, χλαμυδος« für »kurzer Reit- und Reisemantel«  und »ōtis, ōtidos ωτις, ωτιδος« für »Trappe« ab. Das Artepitheton »undulata« stammt vom lateinischen »undulatus« für »mit gewellten Linien verziert« ab. »Fuertaventurae« steht für Fuerteventura, der Ort, von dem das Typusexemplar dieser Unterart stammte.

## Siehe auch

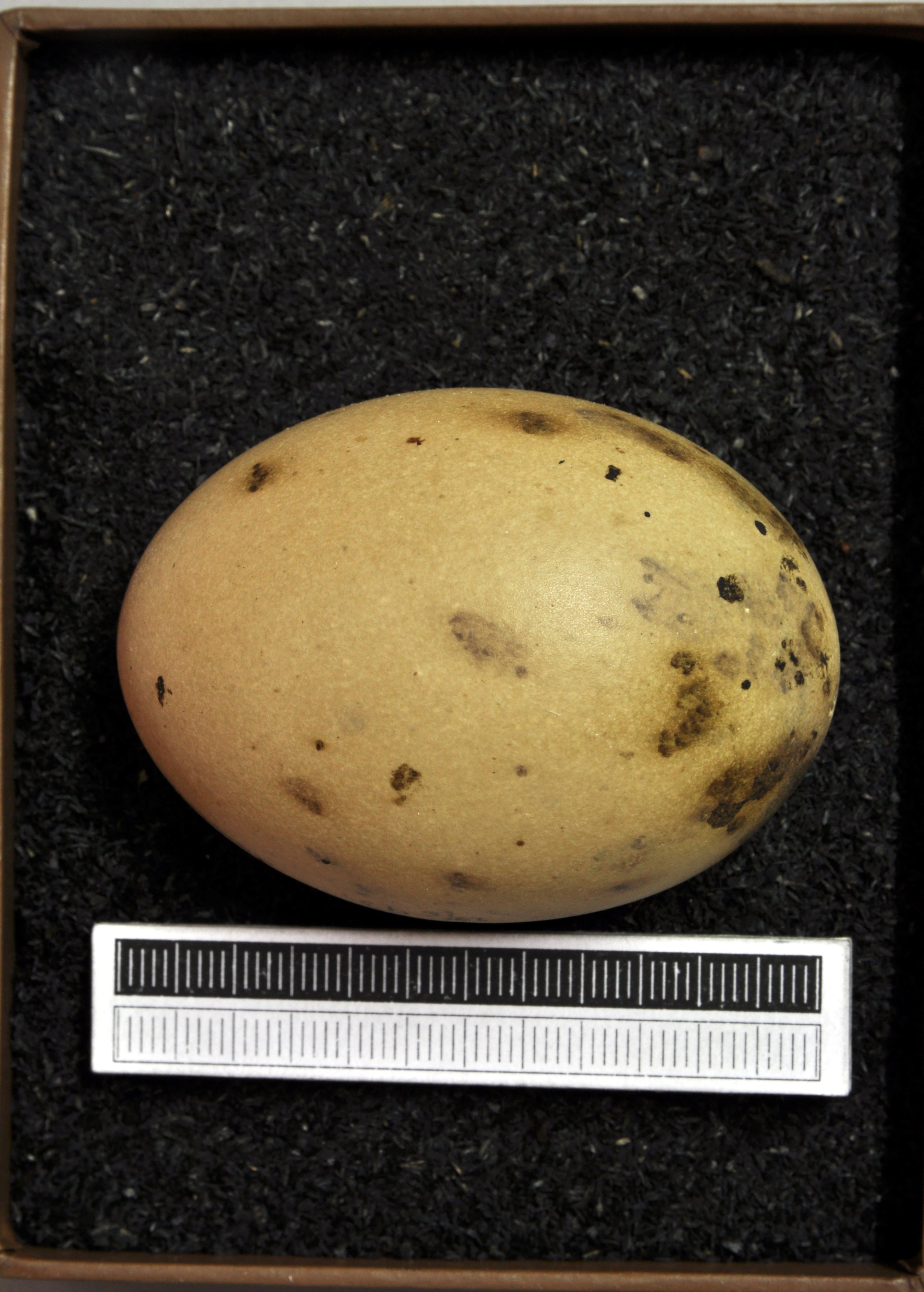
Ei, Sammlung Museum Wiesbaden

## Belege

### Einzelbelege
1. ↑  Hans-Günther Bauer, Einhard Bezzel und Wolfgang Fiedler (Hrsg.): Das Kompendium der Vögel Mitteleuropas: Alles über Biologie, Gefährdung und Schutz. Band 1: Nonpasseriformes – Nichtsperlingsvögel, Aula-Verlag Wiebelsheim, Wiesbaden 2005, ISBN 3-89104-647-2, S. 388.
2. ↑  Ley 7/1991, de 30 de abril, de símbolos de la naturaleza para las Islas Canarias
3. ↑  Chlamydotis undulata in der Roten Liste gefährdeter Arten der IUCN 2014.7. Eingestellt von: BirdLife International, 2014. Abgerufen am 15. Oktober 2016.
4. ↑  Grummt, H. Strehlow (Hrsg.): Zootierhaltung Vögel. S. 284.
5. ↑  Bauer et al., S. 388.
6. 1 2  Couzon, S. 73.
7. ↑  Couzon, S. 74.
8. 1 2  Couzon, S. 75.
9. 1 2  Jonas Schaible: Die Beute der Scheichs. Kragentrappe: Warum arabische Prinzen in Pakistan bedrohte Vögel jagen dürfen, in: Die Zeit. Nr. 32, 1. August 2013, S. 5.
10. ↑  Nikolaus Joseph Freiherr von Jacquin, S. 24.
11. ↑  James A. Jobling S. 102.
12. ↑  James A. Jobling S. 396.
13. ↑  Lionel Walter Rothschild, 2. Baron Rothschild u. a., S. 689.